# Essex & Suffolk Border Football League
De Essex & Suffolk Border Football League is een Engelse regionale voetbalcompetitie die deel uitmaakt van het elfde tot en met het dertiende niveau in de Engelse voetbalpiramide. De competitie bestaat uit drie divisies, waarvan de Premier Division de hoogste is. De kampioen van de Premier Division mag onder bepaalde voorwaarden promoveren naar Division One van de Eastern Counties League.
Tot vorig seizoen bestond er een vierde divisie, namelijk Division Three. Deze divisie bestond op twee clubs na alleen uit reserveteams. In 2014 zijn enkele clubs uit Division Two en Division Three verhuisd naar andere competities, waaronder de Colchester & East Essex League. Hierop besloten de overgebleven clubs om in het seizoen 2014/15 verder te gaan als Division Two.

## Clubs in het seizoen 2014/15
| Premier Division        |
| ----------------------- |
| Alresford Colne Rangers |
| Barnston AFC            |
| Boxted Lodgers          |
| Coggeshall Town         |
| Dedham Old Boys         |
| Earls Colne             |
| Gas Recreation          |
| Holland                 |
| Lawford Lads            |
| Little Oakley           |
| Tiptree Jobserve        |
| Tollesbury              |
| University of Essex     |
| West Bergholt           |
| White Notley            |

| Division One                     |
| -------------------------------- |
| Alresford Colne Rangers Reserves |
| Bradfield Rovers                 |
| Coggeshall Town Reserves         |
| Elmden Rovers Clacton            |
| Gas Recreation Reserves          |
| Gosfield United                  |
| Harwich & Parkeston              |
| Hatfield Peverel                 |
| Hedinghams United                |
| Holland Reserves                 |
| Little Oakley Reserves           |
| Mersea Island                    |
| University of Essex Reserves     |
| West Bergholt Reserves           |
| Wormingford & Colne Engaine      |

| Division Two              |
| ------------------------- |
| Boxted Lodgers Reserves   |
| Bradfield Rovers Reserves |
| Cinque Port               |
| FC Clacton Reserves       |
| Dedham Old Boys Reserves  |
| Earls Colne Reserves      |
| Gosfield United Reserves  |
| Great Bentley Reserves    |
| Hatfield Peverel Reserves |
| Kelvedon Social           |
| Mersea Island Reserves    |
| Team Brantham             |
| Tiptree Jobserve Reserves |
| Tiptree Perrywood         |
| Weeley Athletic           |